# Bureau national des statistiques (Nigeria)
Le Bureau national des statistiques (National Bureau of Statistics) est l'institut statistique du Nigeria.